# Molophilus monteithi
Molophilus monteithi är en tvåvingeart som beskrevs av Günther Theischinger 1994. Molophilus monteithi ingår i släktet Molophilus och familjen småharkrankar. Inga underarter finns listade i Catalogue of Life.